# Kriechbaumerella palpebrata
Kriechbaumerella palpebrata is een vliesvleugelig insect uit de familie bronswespen (Chalcididae). De wetenschappelijke naam is voor het eerst geldig gepubliceerd in 1894 door Kriechbaumer.